# Richard Sorge
Richard Sorge (rusky Рихард Зорге; 4. října 1895, Baku – 7. listopadu 1944, Tokio) byl sovětský špion v Japonsku za druhé světové války a Hrdina Sovětského svazu.

## Životopis

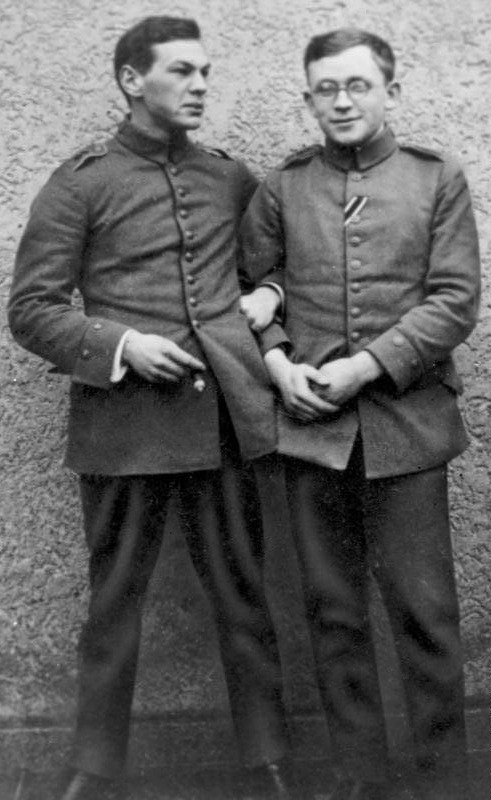
Sorge (vlevo) a genetik Carl Correns v roce 1915

### Mládí
Narodil se v Sabunchi na předměstí Baku v carském Rusku (dnes Ázerbájdžán) jako nejmladší z devíti dětí německého inženýra Wilhelma Sorgeho († 1907), pracujícího pro ropnou společnost, a jeho ruské manželky Niny Semjonovny Kobělevy. Shodou okolností byl jeho prastrýc (často se mylně uvádí dědeček) Friedrich Adolf Sorge tajemníkem Karla Marxe.

### První světová válka a poválečné období
Když byly Richardovi tři roky, odjela jeho rodina z Ruska do Německa. V roce 1914 vstoupil do německé armády. Bojoval na západní frontě a vypracoval se až na desátníka. V březnu 1916 utrpěl těžké zranění, kdy mu šrapnel utrhl tři prsty a poranil obě nohy tak, že do konce života kulhal. Po vyléčení se stal marxistou.
V letech 1917 a 1918 studoval ekonomiku na univerzitách v Berlíně, Kielu a Hamburku. V roce 1919 se stal členem Komunistické strany Německa. Propagoval myšlenky komunismu ve Wuppertalu, Frankfurtu nad Mohanem a byl redaktorem stranických novin v Solingenu.

### Sovětský špion
V roce 1924 odjel do SSSR, kde pracoval v několika úřadech. V roce 1925 vstoupil do Komunistické strany Sovětského svazu a stal se aktivním členem Kominterny. Po pádu Nikolaje Bucharina v roce 1929 byl přeložen k Rudé armádě, kde prodělal výcvik zpravodajského důstojníka. Na počátku následujícího roku se spolupracovníky zamířil do Šanghaje.
V roce 1933 vstoupil jako agent provokatér do NSDAP, odkud byl poté odvelen jako diplomat do Číny.
Na začátku druhé světové války se nechal zaměstnat v GRU a odešel do Japonska, aby do Moskvy odesílal zprávy o nepříteli. Získal i informace o přípravách operace Barbarossa a několikrát varoval Stalina. Od roku 1939 do doby odhalení odeslal spolu s radistou Maxem Clausenem celkem 141 zpráv. Nakonec však byl 18. října 1941 japonskou kontrarozvědkou odhalen a zatčen.

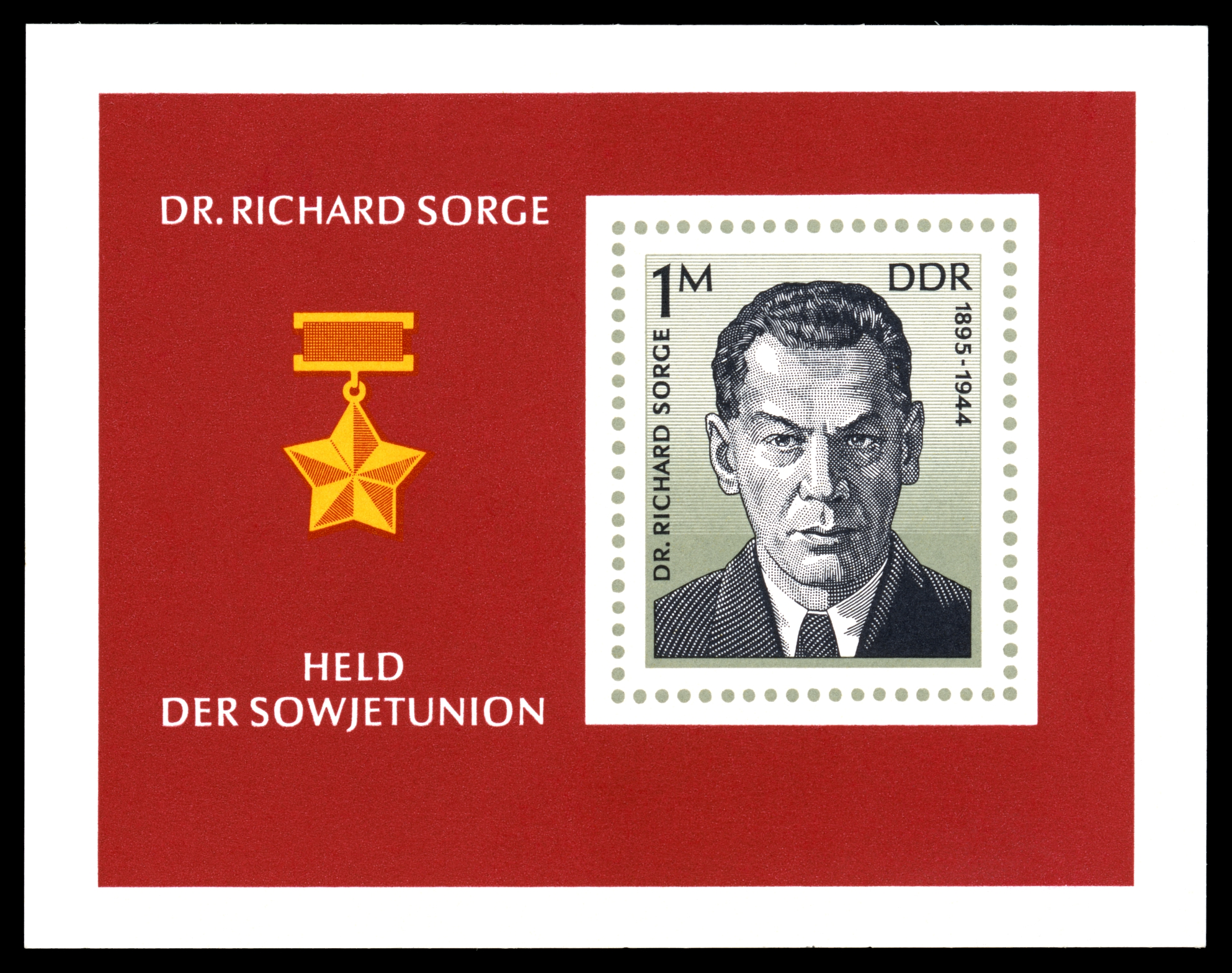
Richard Sorge na východoněmecké poštovní známce

### Smrt
Roku 1943 byl odsouzen k trestu smrti oběšením. Poprava byla uskutečněna 7. listopadu 1944 ve věznici Sugamo v 10.20. Jeho poslední slova byla: „Ať žije Komunistická strana Sovětského svazu! Ať žije Rudá armáda!“ Na provazu se dusil bezmála 20 minut.
Roku 1964 byl in memoriam vyznamenán titulem Hrdina Sovětského svazu.